# صفر (فیلم ۲۰۱۰)
«صفر» (انگلیسی: Zero (2010 film)) یک فیلم است که در سال ۲۰۱۰ منتشر شد.